# Kopani, Znameanka
Kopani (în ucraineană Копані) este un sat în comuna Trepivka din raionul Znameanka, regiunea Kirovohrad, Ucraina.

## Demografie
Componența lingvistică a localității Kopani
     Ucraineană (97,28%)
     Rusă (1,81%)
     Alte limbi (0,91%)
Conform recensământului din 2001, majoritatea populației localității Kopani era vorbitoare de ucraineană (97,28%), existând în minoritate și vorbitori de rusă (1,81%).